# Bova, Reggio Calabria
Bova (Calabrian Greek: Jalo tu Vùa) là một đô thị ở tỉnh Reggio Calabria trong vùng Calabria, Ý, có cự ly khoảng 120 km về phía tây nam của Catanzaro và khoảng 25 km về phía đông nam của Reggio Calabria. Tại thời điểm ngày 31 tháng 12 năm 2004, đô thị này có dân số 471 người và diện tích là 46,9 km².
Đây là nơi đóng trụ sở của giáo phận Bova Công giáo Rôma.
Bova giáp các đô thị: Africo, Bova Marina, Condofuri, Palizzi, Roghudi, Staiti.